# Herman Daly
Herman Edward Daly (* 21. Juli 1938 in Houston, Texas; † 28. Oktober 2022 in Richmond, Virginia), bekannt als Herman E. Daly, war ein US-amerikanischer Wirtschaftswissenschaftler und Professor an der School of Public Policy der University of Maryland, College Park.

## Leben und Werk
Daly war Schüler von Nicholas Georgescu-Roegen. Er war von 1988 bis 1994 Senior Economist im Environment Department der Weltbank, wo er half, politische Richtlinien zu nachhaltiger Entwicklung zu entwerfen. Während seiner dortigen Tätigkeit engagierte er sich auch für Umweltschutzprojekte in Lateinamerika. 1994 trat er zurück.
Bevor Daly zur Weltbank ging, war er 20 Jahre lang Alumni-Professor für Wirtschaft an der Louisiana State University. Er war Mitgründer der International Society for Ecological Economics und der Zeitschrift Ecological Economics, für die er auch als Redakteur arbeitete.
Seine Interessen umfassten wirtschaftliche Entwicklung, Bevölkerung, Ressourcen, ökologisches Wirtschaften, Nachhaltigkeitsmanagement, den Erhalt der Umwelt und die Herausbildung einer „stationären Wirtschaft“ (steady-state economy). Diese vielfältigen Interessen haben Daly zu ebenso vielfältigen Veröffentlichungen veranlasst. Er schrieb mehrere hundert Artikel sowie zahlreiche Bücher, mit denen er unter anderem zwei Linien verfolgte (siehe Veröffentlichungen):
- In mehrmals (manchmal unter anderen Titeln) neu aufgelegten Sammelbänden vereinte er Essays anderer Autoren zum Grundthema „Stationäre Wirtschaft“. Dabei wurden viele Essays beibehalten oder überarbeitet, manche durch andere ersetzt.[4]
- Entwicklung der Theorie einer ökologischen Ökonomie als transdisziplinäre Wirtschaftswissenschaft.

Er übte scharfe Kritik an optimistischen Futurologen wie Julian L. Simon, die glauben, dass der technische Fortschritt einen Mangel an natürlichen Rohstoffen stets ausgleichen könne.
Zusammen mit dem Theologen John B. Cobb, Jr. war er Mitautor des Buches For the Common Good (1989; 1994), wofür er den Grawemeyer Award bekam, der wie in diesem Fall für Ideen bezüglich einer besseren Weltordnung vergeben wird. Sein Lehrbuch zu Ecological Economics erscheint inzwischen mit Joshua Farley (* 1963).
Daly wurde 1996 ehrenhalber mit dem Right Livelihood Award ausgezeichnet sowie mit dem Heineken Prize for Environmental Science der königlichen Niederländischen Akademie der Künste und Wissenschaften. 1999 erhielt er für sein Umweltengagement den Sophie-Preis. 2002 wurde ihm die Medaille des Präsidenten der Republik Italien für seine Arbeiten zur stationären Wirtschaft (steady-state economy) verliehen. 2008 wählte ihn das kanadische Magazin Adbusters zur Person des Jahres.
Daly hat Managementregeln der Nachhaltigkeit verfasst. Er starb Ende Oktober 2022 im Alter von 84 Jahren.

## Konzept einer stationären Wirtschaft (steady-state economy)
Herman Daly prägte 1999 den Begriff des „uneconomic growth“, des unökonomischen Wachstums, dessen Schäden höher sind als die Vorteile.
Er entwickelte als Alternative das Konzept der stationären Wirtschaft (Steady-State Economy), basierend auf John Stuart Mills Beschreibung eines stationären Zustandes und dem aus der Thermodynamik abgeleiteten Konzept seines Mentors Nicholas Georgescu-Roegen. Bis zuletzt war er der wichtigste Vertreter dieses Modells und ein wichtiger Bezugspunkt der wachstumskritischen Bewegung. Daly war zwar ein Wachstumskritiker, sein Ideal einer stationären Wirtschaft steht aber zwischen dem Wirtschaftswachstum und den radikaleren Forderungen nach einer schrumpfenden Wirtschaft.
Daly vertrat eine marktwirtschaftliche Perspektive, in der der Verbrauch von Material und Energie begrenzt und die Weltbevölkerung stabilisiert wird. Er charakterisierte die Steady-State Economy folgendermaßen:
- Hauptprinzip: Menschliches Wirtschaften auf ein Maß begrenzen, das innerhalb der Tragfähigkeit der Erde liegt und somit nachhaltig ist. Sobald die Tragfähigkeit der Erde erreicht ist, müssen sowohl die Bevölkerungszahl als auch ein durchschnittlicher Lebensstandard (gemessen als Pro-Kopf-Ressourcenverbrauch) auf einem nachhaltigen Niveau festgelegt werden. Die Frage des Maßstabs (im Sinne des materiellen Durchsatzes der menschlichen Wirtschaft) ist der Dreh- und Angelpunkt seiner Theorie.
- Technologischer Fortschritt soll die materielle Effizienz anstelle des materiellen Durchsatzes erhöhen. Der dazu notwendige technologische Wandel wäre über eine Begrenzung des Ressourcenverbrauchs zu erreichen.
- Erneuerbare Ressourcen dürfen nur in dem Maße verwendet werden, wie sie sich erneuern können. Das betrifft sowohl Entnahme (Landwirtschaft, Jagd, Fischerei etc.) als auch Abfallemissionen.
- Nichterneuerbare Ressourcen dürfen nur in dem Maße weiter ausgebeutet werden wie erneuerbare Alternativen geschaffen werden.

Dalys Ansatz ist prinzipiell marktorientiert, was die Allokation betrifft, allerdings müssen zuvor grundsätzliche politische Fragen geklärt sein: Die des Maßstabs und die der Verteilung. Für diese beiden gilt: Erst den Maßstab bestimmen, denn dadurch werden in der Regel bisher freie Ressourcen knappe ökonomische Güter. Damit stellt sich aber die Eigentumsfrage, also eine Verteilungsfrage.

### Kritik
Eine Kritik an Dalys stationärer Wirtschaft kam von seinem Mentor Georgescu-Roegen. Nach dessen Ansicht kann es nur einen Zustand der Schrumpfung geben und keine stationäre Wirtschaft. Es sei physisch unmöglich, einen stationären Zustand aufrechtzuerhalten, und dieser zudem zynisch gegenüber jenen Ländern, die dadurch in wirtschaftlicher Benachteiligung und Armut blieben. Hingegen könnte der Lebensstandard der Industrieländer in Zukunft nicht garantiert werden. Georgescu-Roegens Kritik fand Zustimmung bei Wachstumskritikern wie beispielsweise André Gorz, der in seinem Buch Ecology and Freedom schreibt, dass auch bei einem Nullwachstum endliche Ressourcen weiterhin extrahiert werden müssen und diese letztendlich vollkommen erschöpft würden. Der Ökonom Christian Kerschner warf die Frage nach dem Endpunkt einer solchen von Georgescu-Roegen geforderten Schrumpfung auf und stellte die Frage, ob sich die Konzepte von Georgescu-Roegen und Daly möglicherweise auch kombinieren lassen.

## Ehrungen (Auswahl)
- 1996: Right Livelihood Award
- 2001: Leontief-Preis[22]

## Veröffentlichungen
Sammelbände als Herausgeber:
- Toward a Steady-State Economy W. H. Freeman and Company, 1973
- Economics, Ecology, Ethics. Essays Toward a Steady-State Economy 1980
- mit Kenneth N. Townsend: Valuing the Earth: Economics, Ecology, Ethics MIT Press, 1993

Entwicklung der Theorie einer Ökologischen Ökonomie:
- Steady-State Economics Island Press, 1977 (Kap. 5: A Catechism of Growth Fallacies), 2. Auflage 1991
- Beyond growth. The economics of sustainable development Beacon Press, 1996
  - Deutsch unter dem Titel: Wirtschaft jenseits von Wachstum. Die Volkswirtschaftslehre nachhaltiger Entwicklung. Pustet, Salzburg/München 1999, ISBN 3-7025-0375-7
- mit Joshua Farley: Ecological economics (universitäres Lehrbuch) Island Press, 2004, 2. Auflage 2011

Weitere Veröffentlichungen:
- mit John B. Cobb Jr.: For the Common Good: Redirecting the Economy Toward Community, the Environment and a Sustainable Future. Beacon Press, 1989
- mit Robert Goodland & Salah El Serafy (Hrsg.): Population, Technology and Lifestyle. 1992
- Uneconomic growth in theory and in fact. In: Feasta Review. 1, 1999 (PDF; 316 kB)
- Ecological Economics and the Ecology of Economics. 1999
- Economics in a Full World. In: Scientific American. September 2005, S. 100–107 (PDF; 1,15 MB)
- Ecological Economics and Sustainable Development. Selected Essays. 2008
- Economics blind spot is a disaster for the planet. In: New Scientist. 15. Oktober 2008